# Hans Joachim Bernet
Hans Joachim Bernet (auch Johann Joachim Bernet; * 21. Dezember 1725 in St. Gallen; † 11. August 1809 ebenda) war ein Bürgermeister von St. Gallen (Schweiz).

## Leben
Hans Joachim Bernet wurde als Sohn des Caspar Bernet (* 20. November 1668; † 6. November 1742), Weber und Unterbürgermeister, und dessen Ehefrau Anna Hertsch (* 1602; † 1669), einer Tochter des Joachim Herzog gen. Hertsch, geboren. Sein Halbbruder war Caspar Bernet (* 9. Januar 1698 in St. Gallen; † 29. September 1766 ebenda), Bürgermeister von St. Gallen.
Er übte zahlreiche Ämter in der Stadtrepublik St. Gallen aus und war in deren Zünften und auf Richterstellen vertreten. 1792 war er Tagsatzungsgesandter. Von 1785 bis 1794 war er Bürgermeister von St. Gallen und löste sich im Dreijahresturnus mit Julius Hieronymus Zollikofer und Hans Joachim Steinmann ab.
1787 begründete er das Familienlegat.
Hans Joachim Bernet war mit Clara, Tochter des Daniel Ehrenzeller, Posamentierer und Weber, verheiratet.